# Vámpírok Havannában
A Vámpírok Havannában (eredeti cím: ¡Vampiros en La Habana!) 1985-ben bemutatott kubai–spanyol–német rajzfilm, amely Ernesto és Juan Padrón ötlete alapján készült. Az animációs játékfilm rendezője Juan Padrón, producere Paco Prats. A zenéjét Rembert Egües kubai zeneszerző és előadó szerezte. A zenei aláfestésben Arturo Sandoval kubai jazz-zenész trombitaelőadása hallható. A filmnek 2003-ban folytatása is megjelent, „Más vampiros en La Habana” (Még több vámpír Havannában) címmel.
A mozifilm a Durniock Producciones gyártásában készült, az ICAIC forgalmazásában jelent meg. Műfaja zenés játékfilm. 
Kubában 1985-ben, Amerikában 1986. július 11-én, Magyarországon 1987. július 30-án mutatták be a mozikban.

## Cselekmény
1870-ben a Amerikában és Európában a vámpírok szervezeteket alakítanak. Az európai vámpírszervezet vezetője, Drakula gróf egyik fia, a tudós Werner Amadeus von Dracula olyan szert igyekszik előállítani, ami a vámpírokat ellenállóvá teszi a napfénnyel szemben. 1905-ben egy sikertelen kísérlet után Havannába költözik, hogy elkerülje a nevetségessé válást. Kubában tökéletesíti a rum- és a piña colada-alapú szert, amelyet Vampisolnak nevez el, és végül az unokaöccsén próbál ki. A szer annyira sikeres, hogy Pepe, az unokaöcs, a forró kubai nap alatt nevelkedik, és el is felejtkezik vámpír származásáról. A történet 1933-ban kezdődik. Werner a szert ingyen akarja terjeszteni, ám ez veszélyezteti az amerikai vámpírszervezet érdekeit, ezért megindul a hajsza a Vampisol receptje után. Az amerikaiak megszerzik a formulát, és éppen a világpiaci értékesítést tervezgetik, mikor Pepe egy trombitaszámban előadja a szer receptjét a Radio Vampire International zenés műsorában.

## Magyar hangok
| Szereplő                              | Eredeti hang    | Magyar hang          |
| ------------------------------------- | --------------- | -------------------- |
| Jozef "Pepe" Emánuel                  | Frank González  | Józsa Imre           |
| Óriás                                 | Frank González  | Usztics Mátyás       |
| Mesélő                                | Frank González  | Fülöp Zsigmond       |
| Al Capone                             | Frank González  | Ujréti László        |
| Terror Johnny                         | Manuel Marín    | Hollósi Frigyes      |
| Vámpírok vezetője                     | Manuel Marín    | Gruber Hugó          |
| Tio Werner Amadeus von Dracula        | Carlos González | Szacsvay László      |
| Lola                                  | Irela Bravo     | Vándor Éva           |
| Rumbele tábornok                      | N/A             | Perlaki István       |
| Senora                                | N/A             | Földessy Margit      |
| Csoki, Pepe társa                     | N/A             | Gáti Oszkár          |
| Pepe széftörő társa                   | N/A             | Balázsi Gyula        |
| Pepe szemüveges, kalapos társa        | N/A             | Halmágyi Sándor      |
| Angol vámpírok képviselője            | N/A             | Kézdy György         |
| Francia vámpírok képviselője          | N/A             | Varga T. József      |
| Olasz vámpírok képviselője            | N/A             | Korcsmáros György    |
| Rakodómunkás #1                       | N/A             | Korcsmáros György    |
| Spanyol vámpírok képviselője          | N/A             | Horváth László       |
| Felügyelő, Rumbele tábornok besúgója  | N/A             | Botár Endre          |
| Mr. Turmixer                          | N/A             | Buss Gyula           |
| Szállítmányozási cég főnöke           | N/A             | Dózsa László         |
| Vámpíradó műsorvezetője               | N/A             | Felföldi László      |
| Kámfor, Terror Johnny embere          | N/A             | Maróti Gábor         |
| Cigit tarháló csöves                  | N/A             | Szabó Sipos Barnabás |
| Terror Johnny embere Óriás előtt      | N/A             | Csere László         |
| Rakodómunkás #2                       | N/A             | Csere László         |
| Pepe besúgója                         | N/A             | Csere László         |
| Idős vámpír a fürdő éttermében        | N/A             | Füzessy Ottó         |
| Doktor                                | N/A             | Füzessy Ottó         |
| Férfi a kórházi ágyon                 | N/A             | Usztics Mátyás       |
| Tizedes                               | N/A             | Szoó György          |
| Kocsmáros                             | N/A             | Faragó József        |
| Japán vámpír                          | N/A             | Cs. Németh Lajos     |
| Kutyás nő                             | N/A             | Szécsi Vilma         |
| Víz miatt panaszkodó nő               | N/A             | Halász Aranka        |
| Kövér nő a moziban                    | N/A             | Győri Ilona          |
| Srác a mozi bejáratánál               | N/A             | Pusztaszeri Kornél   |
| Piros lámpás házvezetője              | N/A             | Orosz István         |
| Csinos néger nő                       | N/A             | Borbás Gabi          |
| Piros lámpás pincére                  | N/A             | Várkonyi András      |
| Motoros rendőr                        | N/A             | Koroknay Géza        |
| Rumbele tábornok embere a sofőrülésen | N/A             | Izsóf Vilmos         |
| Ének                                  | Rembert Egües   | Victor Máté          |

A fenti magyar szinkron 1986-ban készült a Pannónia Filmstúdió szinkrontermében a MOKÉP forgalmazásával.

## Televíziós megjelenések
TV-2